# 佐々木龍也
佐々木 龍也（ささき たつや、1965年6月4日 - ）は、日本の元競輪選手。神奈川県出身。日本競輪学校（当時。以下、競輪学校）第57期卒業。日本競輪選手会神奈川支部所属。師匠は星川淳。

## 戦績
法政大学第二高等学校在校時から自転車部に所属し、その後は星川淳に師事して競輪学校第57期に合格。同期に坂本勉、波潟和男、梶應弘樹らがいる中、在校成績は16勝で17位だった。
1986年5月3日、ホームバンクの花月園競輪場でデビュー戦を迎えたが、競走棄権に終わった。初勝利は同年9月30日の函館競輪場。1993年のオールスター競輪（宇都宮競輪場）で特別競輪（現在のGI）初優出（5着）。以後2011年2月20日現在、2006年の競輪祭（小倉競輪場）まで通算6回、GI決勝に進出。
さらに1995年のアジア自転車競技選手権大会・ケイリン2位、1997年の同大会・ケイリンでは優勝という実績も残している。
2017年4月3日、京王閣競輪最終日をもって現役を引退、同年4月10日選手登録を消除。通算成績は2213戦387勝、2着354回、3着293回。通算獲得賞金は8億80万5433円。
引退後は、日本自転車競技連盟の選手強化スタッフに就任。日本競輪選手養成所では教官として選手候補生の指導に当たっているほか、TIPSTAR DOME CHIBAでの250競走「PIST6」ではペーサー資格を取得しペーサーを務めている。
長男の佐々木龍は自転車競技を経て2016年より競輪選手（神奈川・109期）としてデビューした。また、次男の眞也（しんや）、三男の和紀（かずき）がともに競輪学校第117期入学試験に合格、2020年3月に卒業し競輪選手（ともに神奈川・117期）となった。このほか、元プロ野球選手である松谷秀幸（神奈川・96期）の師匠として、松谷を競輪選手へと導いた。

## サウンドヒーリング
15歳の頃、水腎症を発症した。先天性尿管狭窄に起因する左尿管の細化が原因であったため、拡張手術を行なったが失敗。その際、既に左腎臓が右腎の2倍の大きさに膨らみ、また尿管も膨張し、腎機能は約10％有るかないかであったため、腎臓摘出を医者から勧められたが、当人は将来競輪選手を志望している手前、その障害になることを危惧してそれを拒否。そのため、年に2～3回程度発作が生じた。そこで2002年にサウンドヒーリングという療法を取り入れたところ、痛みが減り、腎結石の数も少なくなり尿の量も増える結果となったという。